# Eleccions al Parlament Europeu de 2009 (Letònia)
Les eleccions al Parlament Europeu de 2009 a Letònia es van celebrar el diumenge 6 de juny de 2009 per a escollir la delegació de Letònia al Parlament Europeu. 17 llistes que contenien un total de 185 candidats van ser registrades per a les eleccions.
Les eleccions es van dur a terme d'acord amb el sistema de representació proporcional amb llista de partit, que implica que s'ha d'obtenir un mínim del 5% per a poder obtenir escons al parlament. Als votants se'ls va donar 17 paperetes, una per cada partit i van tenir l'oportunitat d'aprovar els candidats en la seva llista d'elegits donant-hi suport o bé descartant-los, marcant-ho a la butlleta

## Resultats
| ← 2004 • 2009 • 2014 →                                         | ← 2004 • 2009 • 2014 →                                                              | ← 2004 • 2009 • 2014 →   | ← 2004 • 2009 • 2014 →   | ← 2004 • 2009 • 2014 → | ← 2004 • 2009 • 2014 → | ← 2004 • 2009 • 2014 → | ← 2004 • 2009 • 2014 → | ← 2004 • 2009 • 2014 → | ← 2004 • 2009 • 2014 → |
| Partit nacional                                                | Partit nacional                                                                     | Partit europeu           | Candidat                 | Vots                   | %                      | Escons                 | +/–                    | Escons Post-Lisboa     | +/-                    |
| -------------------------------------------------------------- | ----------------------------------------------------------------------------------- | ------------------------ | ------------------------ | ---------------------- | ---------------------- | ---------------------- | ---------------------- | ---------------------- | ---------------------- |
|                                                                | Unió Cívica (PS)                                                                    | PPE                      |                          | 192.537                | 24,32                  | 2 / 8                  | 2                      | 3 / 9                  | 1                      |
|                                                                | Centre de l'Harmonia (SC) - Partit Socialdemòcrata (SDPS) - Partit Socialista (LSP) | Cap - PSE (obs) - Cap    |                          | 154.894                | 19,57                  | 2 / 8                  | · 1 · 1                | 2 / 9                  | =                      |
|                                                                | Pels Drets Humans en una Letònia Unida (PCTVL)                                      | ALE                      |                          | 76.436                 | 9,66                   | 1 / 8                  | =                      | 1 / 9                  | =                      |
|                                                                | LPP/LC (LPP/LC)                                                                     | ELDR                     |                          | 59.326                 | 7,49                   | 1 / 8                  | =                      | 1 / 9                  | =                      |
|                                                                | Per la Pàtria i la Llibertat/LNNK (TB/LNNK)                                         | AEN                      |                          | 58,991                 | 7.45                   | 1 / 8                  | 3                      | 1 / 9                  | =                      |
|                                                                | Partit de la Nova Era (Letònia) (JL)                                                | PPE                      |                          | 52.751                 | 6,66                   | 1 / 8                  | 1                      | 1 / 9                  | =                      |
|                                                                | Libertas.lv (LIBERTAS.LV)                                                           | LIBERTAS.EU              |                          | 34.073                 | 4,30                   | 0 / 8                  | =                      | 0 / 9                  | =                      |
|                                                                | Societat per una altra política (SCP)                                               | Cap                      |                          | 30.444                 | 3,85                   | 0 / 8                  | =                      | 0 / 9                  | =                      |
|                                                                | Partit Socialdemòcrata Obrer (LSDSP)                                                | PSE (obs)                |                          | 30.004                 | 3,79                   | 0 / 8                  | =                      | 0 / 9                  | =                      |
|                                                                | Unió de Verds i Agricultors (ZZS) - Unió d'Agricultors (LZS) - Partit Verd (LZP)    | Cap - Cap - EGP          |                          | 29.463                 | 3,72                   | 0 / 8                  | =                      | 0 / 9                  | =                      |
|                                                                | Tot per Letònia! (VL)                                                               | Cap                      |                          | 22.240                 | 2,81                   | 0 / 8                  | =                      | 0 / 9                  | =                      |
|                                                                | Partit Popular (TP)                                                                 | PPE                      |                          | 21,968                 | 2.78                   | 0 / 8                  | 1                      | 0 / 9                  | =                      |
|                                                                | Altres                                                                              | Altres                   | Altres                   | 13.957                 | 1,76                   | 0 / 8                  | =                      | 0 / 9                  | =                      |
| Vots vàlids                                                    | Vots vàlids                                                                         | Vots vàlids              | Vots vàlids              | 777,079                | 97.47                  |                        |                        |                        |                        |
| Vots en blanc i invàlids                                       | Vots en blanc i invàlids                                                            | Vots en blanc i invàlids | Vots en blanc i invàlids | 20.140                 | 2,53                   |                        |                        |                        |                        |
| Totals                                                         | Totals                                                                              | Totals                   | Totals                   | 797.219                | 100,00                 | 8                      | 1                      | 9                      | 1                      |
| Electorat                                                      | Electorat                                                                           | Electorat                | Electorat                | 1.484.781              | 53,69                  |                        |                        |                        |                        |
| Font: Resultats oficials Arxivat 2009-09-22 a Wayback Machine. |                                                                                     |                          |                          |                        |                        |                        |                        |                        |                        |

### Eurodiputats electes
- Sandra Kalniete (PS)
- Inese Vaidere (PS)
- Alfrēds Rubiks (SC)
- Aleksandrs Mirskis (SC)
- Tatjana Ždanoka (PCTVL)
- Ivars Godmanis (LPP/LC)
- Roberts Zīle (TB/LNNK)
- Arturs Krišjānis Kariņš (JL)